# Mesotritia ruwenzorii
Mesotritia ruwenzorii är en kvalsterart som beskrevs av Wojciech Niedbała 1998. Mesotritia ruwenzorii ingår i släktet Mesotritia och familjen Oribotritiidae. Inga underarter finns listade i Catalogue of Life.